# المشية الإسبانية

صورة متحركة للمشية الإسبانية.

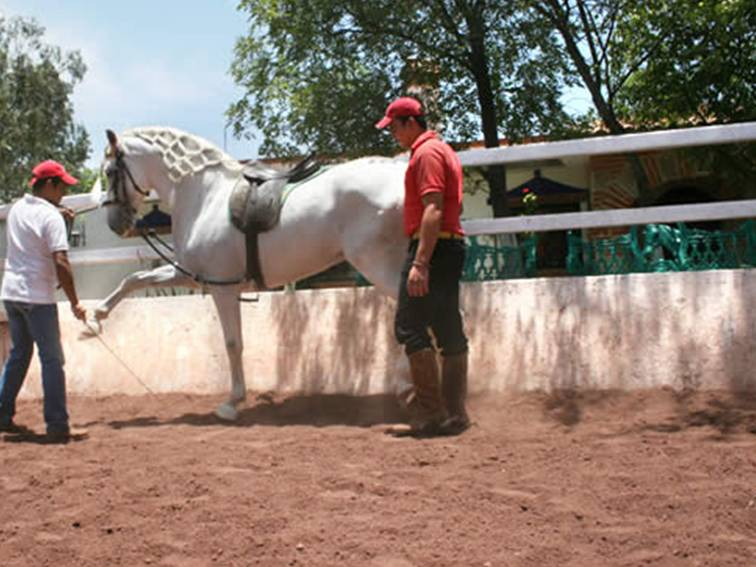
حصان يجري على الأرض لأداء المشية الإسبانية.

الـمِشْيَة الإسبانيَّة هي حركة مدربة يقوم بها الحصان أثناء السير على الأقدام، حيث يرفع الحصان جهة من رجليه الأمامية إلى الأمام وينزلها ثم يرفع الرجل الأخرى. يقوم برفع رجله بطريقة مبالغ فيها إلى الأعلى. في حين أن المشي الإسباني ينتمي بشكل فضفاض إلى مجال الترويض، إلا أنه أكثر من حركة خدعة أو سيرك فهو يتم تضمينه في اختبارات ترويض حديثة. وغالبا ما يتم تعليم خيول السلالات الأندلسية ولوسيتانو وهو يعتبر جزءًا من ثقافة الخيول في إسبانيا. يقال أن هذا الإجراء يفيد الحصان من خلال مساعدته على تعلم حركة فتح الكتف.

## وصلات خارجية
- ديتز، ألفونسو،تدريب الحصان على اليد
- بوغ ، ألين. "الممشى الاسباني"
- شارب، جان خدعة تدريب الخيل الخاصة إلى النجاح
- سميث، جون. "المشية الإسبانية"
- ستيفنز، كريج ومايكل. "المشي الاسباني
- معلومات عن المشية الاسبانية ومسارات "معلقة"
- "كيفية تعليمك الحصان إلى المشي الإسباني"